# Badesee Rodgau
Das Strandbad Rodgau, auch bekannt unter den Bezeichnungen Badesee Nieder-Roden und Rodgau-See, ist ein noch in der Ausbeutung befindlicher Baggersee innerhalb der Gemarkung der Stadt Rodgau in Hessen. Das Strandbad am Rodgau-See wurde 1977 eröffnet und besteht aus einem Textil- und einem FKK-Bereich. Die durchschnittliche Besucherzahl liegt bei über 180.000 in einer Badesaison. Dort ist die DLRG Rodgau anwesend, die auch ihren Nachwuchs Wachdienst übernehmen lässt. (Anforderungen: mindestens 16 Jahre, alle Abzeichen bis Rettungsschwimmer Silber, genug Vorkenntnisse, Selbstvertrauen) Das Jugend Einsatz Team (kurz JET, je nachdem ob es eine Gruppe gibt) trainiert dort auch immer fleißig, was im Sommer auch ab und an mal ein paar Zuschauer anzieht.

## Entstehung

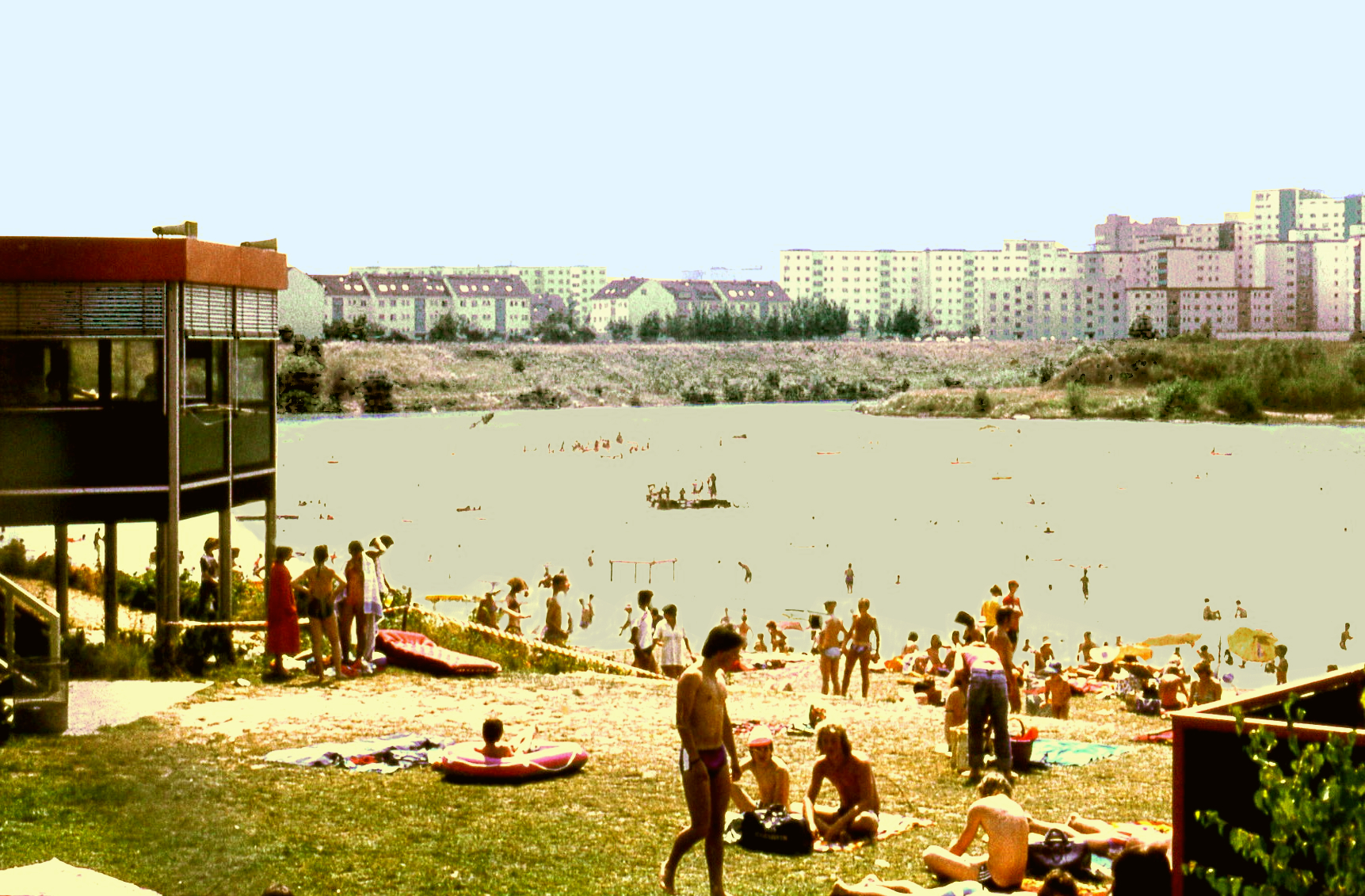
Strandbad Rodgau 1981

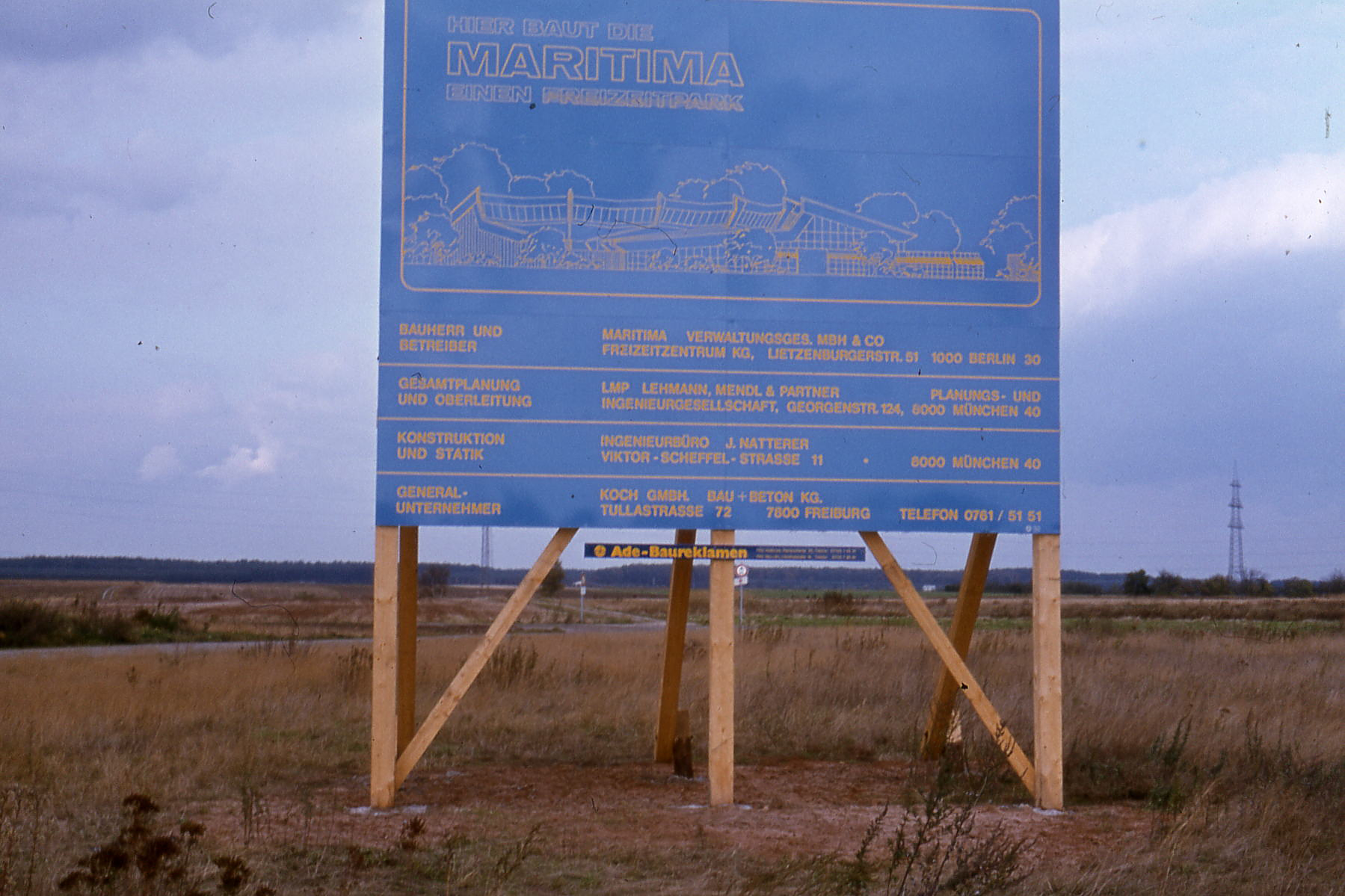
Bauschild Maritima-Projekt 1979

Das Strandbad Rodgau liegt in der Hanau-Seligenstädter Senke (östliche Untermainebene) im Stadtgebiet von Rodgau jenseits der westlichen Bebauungsgrenze. Die hier im Miozän und Quartär abgelagerten Sandschichten erreichen mehr als 50 m Mächtigkeit. Der sehr helle, beigefarbige Sand wird seit Mitte der 1950er Jahre kommerziell abgebaut. Durch den fortwährenden Abbau in westlicher Ausdehnung und bis zu 27 m Tiefe entstand innerhalb von zehn Jahren durch Grundwasserzulauf ein See, der seit 1967 dem örtlichen Angelsportverein als Revier dient.
Gleichzeitig entwickelte sich ein reger, inoffizieller Badebetrieb an der Südwestseite des Sees, der einen kräftigen Bewuchs mit niedrigen Bäumen und Büschen aufwies. Von Anfang an war die „wilde Badestelle“ bei FKK-Anhängern beliebt und überregional bekannt. Mitte der 1970er Jahre veröffentlichte erstmals der ADAC die Badestelle mit FKK-Strand in seiner Liste der hessischen Badeseen, wodurch der Zulauf an Badegästen stark anstieg. Dies führte wiederum zu Problemen wegen fehlender Parkplätze und Sanitäreinrichtungen. Außerdem passierten immer wieder Badeunfälle, da auf dieser Seite des Sees starke Grundwasserströmungen die unter Wasser liegende steile Abbruchkante zum Abrutschen brachten und dadurch Strudel mit Sogwirkung auftraten. Der Betreiber des Sandwerkes sah sich gezwungen, das Areal einzuzäunen. Der Erfolg dieser Maßnahme war allerdings mäßig.
1976 wechselte die Kies- und Sandabbaulizenz auf die Firma Kaspar Weiss. Die in diesem Jahr noch selbständige Gemeinde Nieder-Roden, die am 1. Januar 1977 durch die Gebietsreform in Hessen in die Großgemeinde Rodgau eingehen sollte, entschloss sich, zusammen mit der Firma Weiss an der dem wilden Strand gegenüber liegenden Seite des Sees ein völlig neues Strandbadareal mit einem Textil- und einem getrennten FKK-Bereich einzurichten. Beide Bereiche erhielten Sanitäreinrichtungen. Eine zentral gelegene DLRG-Station mit verglastem Wachraum und Kasseneingangsbereich sowie ein Versorgungskiosk mit Aussichtsterrasse entstanden am höher gelegenen Uferbereich. In den See wurden eine Badezonenabgrenzung und einige schwimmende Badeinseln eingebracht. Die DLRG-Mannschaft erhielt ein Rettungsboot mit Außenbordmotor. Vor beiden Stränden entstanden durch Ansandung flache Nichtschwimmerbereiche und unmittelbar vor dem Eingangsbereich ein Großparkplatz für 1660 PKW. Am 1. Mai 1977 begann die erste offizielle Badesaison am Badesee Rodgau.

## Maritima-Projekt
Zu dieser Zeit herrschte in Rodgau und besonders in Nieder-Roden ein wahrer Bauboom. Hans Elgner (CDU), bereits seit 1969 Bürgermeister der Gemeinde Nieder-Roden und 1977 auch der neuen Großgemeinde Rodgau, entwickelte die Idee eines großen Freizeitzentrums mit Spaßbad und Hotel unmittelbar am See, von der CDU-Mehrheit gefördert und von der SPD-Opposition abgelehnt. 1978 nahm das Projekt konkrete Formen an. Als Bauherr und zukünftiger Betreiber des Projektes verpflichtete man die Maritima Verwaltungsgesellschaft mbH & Co Berlin. Durch mehrere Umplanungen, langwierige Genehmigungsverfahren sowie Probleme beim Grunderwerb gingen Anfang 1979 der Maritima die eigenen Mittel aus.
Zur Zwischenfinanzierung wurde ein Bankkredit in Höhe von 3,4 Millionen DM benötigt und auch bewilligt, nachdem die Stadt eine entsprechende Ausfallbürgschaft übernommen hatte. Diese Bürgschaft, allein unterzeichnet von Bürgermeister Elgner, war vorher nicht, wie vorgeschrieben, der Stadtverordnetenversammlung zur Genehmigung vorgelegt worden. Da die Maritima GmbH mit der Ablösung des Kredits in Verzug geriet, wurde die Stadt Rodgau als Bürge letztlich bis zum 6. März 1980 aufgefordert, die gewährte Kreditsumme nebst Zinsen zurückzuzahlen. Hans Elgner übernahm die Verantwortung für sein eigenmächtiges Handeln und trat im April 1980 von allen Ämtern zurück.
Das Abenteuer „Maritima“ kostete die Stadt rund zwei Millionen Mark, die sie nach langwierigen Prozessen und einem abschließenden Vergleich an die Kreditbank zahlen musste. Elgner erhielt 1981 eine Freiheitsstrafe von zweieinhalb Jahren.

## Weitere Entwicklung
Ab 1990 verlagerten sich die Sandausbaggerungen immer mehr nach Nordosten in Richtung Kreisquerverbindungsstraße Rodgau-Dietzenbach, sodass der FKK-Bereich nach und nach ausgeweitet und ein Badmintonfeld angelegt werden konnte. In die Randbereiche der Sandstrände kamen zusätzliche DLRG-Beobachtungskanzeln mit Funkverbindung zur zentralen Wachtstation und ein zweites, stärkeres Rettungsboot wurde angeschafft. Rund um den Textilbereich stellte man Umkleidekabinen und in beiden Strandbereichen große Schattenspender aus Holz auf. Auf den am Hang liegenden Teilflächen wurden in beiden Strandbereichen Rasenflächen angelegt, die mit einer automatischen Beregnungsanlage ausgestattet sind. Das Beregnungswasser bezieht die Anlage aus dem See, wobei die Pumpe hierfür mit Solarenergie betrieben wird.

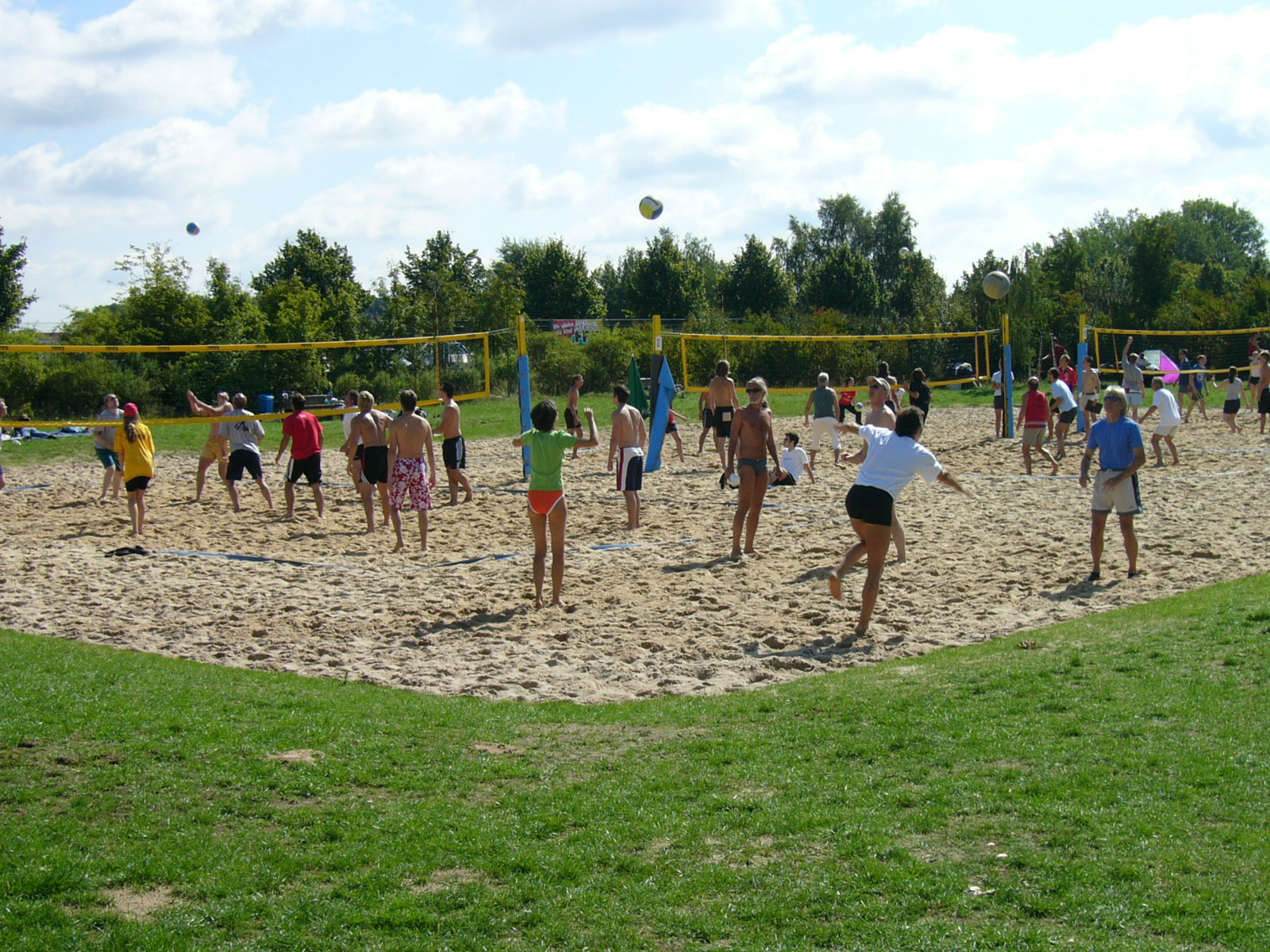
Beachvolleyballanlage

2000 schuf man an das Badegelände grenzend einen Skaterpark, der in den Folgejahren mehrmals modernisiert wurde. 2001 verankerte man als besondere Attraktionen einen schwimmenden Sprungturm und eine große Badeinsel mit lebendem Baum im See. Seit 2000 gibt es eine Beachvolleyballanlage mit drei Feldern und seit 2002 ein zusätzliches Beachvolleyballfeld im FKK-Bereich anstelle des selten genutzten Badmintonfelds. Ein Jahr zuvor hatte man bereits den bestehenden Strandspielplatz in einen großen Wasserspielplatz umgestaltet. Im Jahr 2002 entstanden noch ein weiterer Kiosk am FKK-Bereich, ein Behinderten-WC und ein Baby-Wickelraum.
Bereits im Jahr 2000 wurden die Parkplätze effizienter eingeteilt, um einen Ausgleich für Plätze zu schaffen, die durch den Neubau der Skateranlage fortgefallen waren. Gleichzeitig entstanden Areale für Motorräder und Fahrräder und der Zugang zum Kassenbereich und Strand wurden rollstuhlgerecht umgestaltet. 2009 musste der Sprungturm an Land gezogen werden, um Reparaturen durchzuführen.
Am 20. März 2018 brannte das Funktionsgebäude aufgrund eines technischen Defektes ab. Als Ersatz wurden von der Stadt Rodgau zunächst zehn Container für 85.000 Euro beschafft. Von Oktober 2020 bis Juli 2021 wurde ein Neubau für rund 1,7 Millionen Euro realisiert.
Im Zuge der COVID-19-Pandemie wurde in der erst Mitte Juni angelaufenen Saison 2020 auf personalisierte Online-Tickets umgestellt. Da durch Verordnung des Landes Hessen zunächst pro fünf Quadratmeter Freifläche nur ein Badegast zulässig war, wurde der FKK-Abschnitt zum Textilbereich umgewidmet und die Gesamtzahl der Gäste auf 3500 beschränkt. Nachdem die Verordnungslage Mitte Juli 2020 die Freifläche pro Gast auf drei Quadratmeter reduzierte, wurde die Gesamtzahl der Badegäste auf 4500 erhöht und ein Teilbereich wieder ausschließlich für FKK-Gäste reserviert. Im Textilbereich standen fortan 3500 und im FKK-Bereich 1000 Plätze zur Verfügung. Auch im Jahre 2021 begann die Badesaison durch die andauernde Pandemielage erst Mitte Juni. Die Verordnungslage des Landes Hessen sieht vor, dass pro Badegast zehn Quadratmeter Freifläche reserviert werden müssen. Es standen zunächst im Textilbereich 1300 und im weiterhin verkleinerten FKK-Bereich 400 Plätze zur Verfügung. Im Laufe der Saison wurde die Trennung der Kartenkontigente aufgehoben und der gesamte frühere FKK-Bereich wieder ausschließlich für textilloses Baden reserviert.

## Statistische Werte

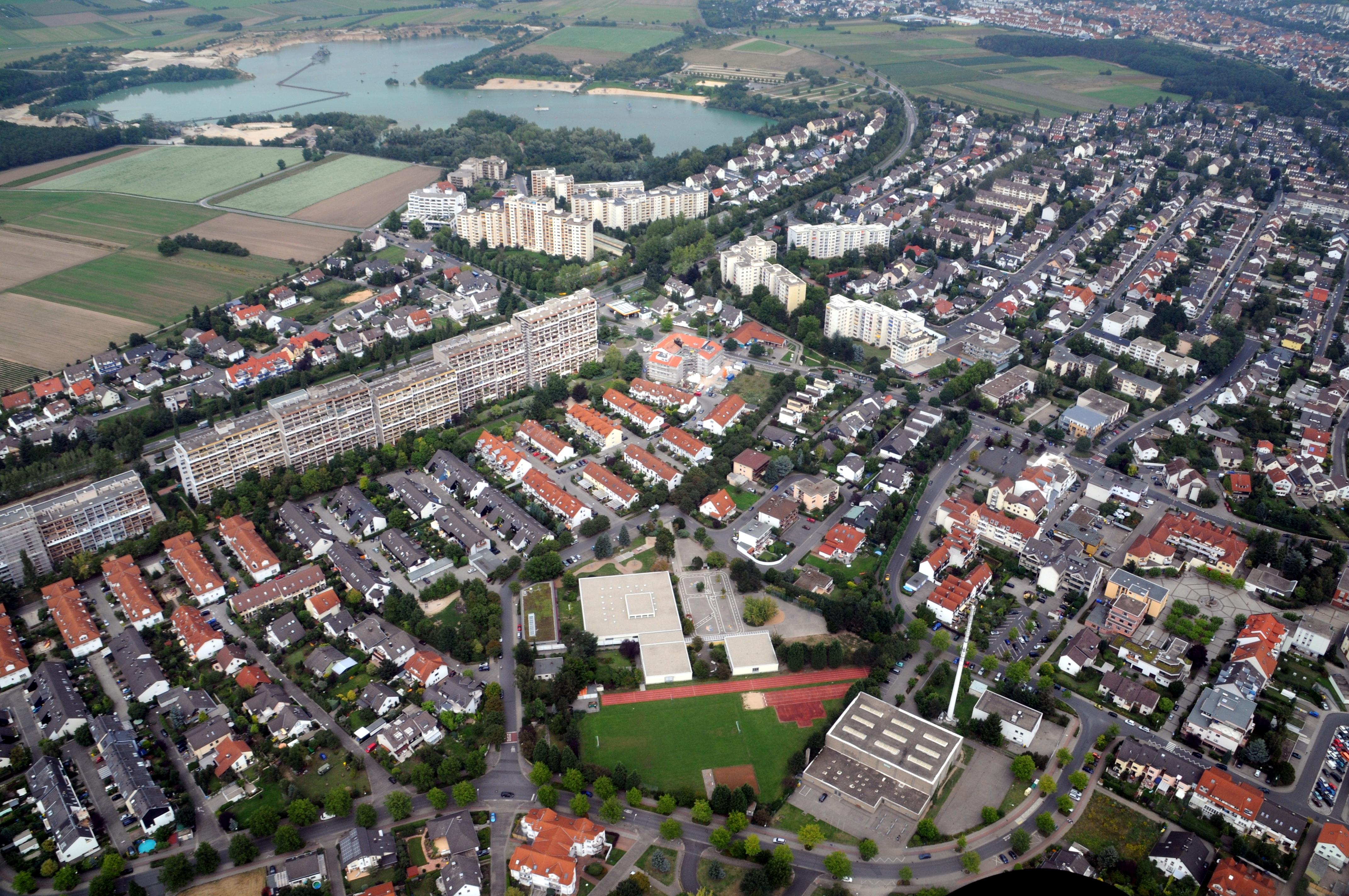
Nieder-Roden mit Badesee 2008

### Klima
Klimatisch gehört das Gebiet um Rodgau zu den mildesten und regenärmeren Gegenden Deutschlands (gemittelte Jahreswerte 1982 bis 2004: 10,5 °C, 639,1 mm Niederschlag im Jahr). Die höchste gemessene Tagestemperatur im Zeitraum 1977–2011 am Badesee betrug 38 °C am 11. Juli 1984.

### Wasser

Besucherentwicklung 1977–2011

Die Standards für die Wasserqualität von offenen Badegewässern sind durch die Richtlinien der EU europaweit festgelegt. Nach diesen Richtlinien soll das Wasser eine Sichttiefe von 120 cm oder mehr haben. Durch laufende Sandausbaggerung im nordöstlichen Seeteil beträgt die Sichttiefe im Rodgau-See 130 cm. Die Trübung hat keinen Einfluss auf die Wasserqualität des Sees. Es werden in der Badesaison alle 14 Tage Wasserproben im Uferbereich der Kinderspielzonen am Textil- und FKK-Strand entnommen und labortechnisch auf die Konzentration von Salmonellen und Kolibakterien untersucht. Diese Erreger sind seit Bestehen des Bades nicht nachweisbar.
Die Wassertemperatur erreicht im Hochsommer regelmäßig 23 °C, manchmal auch 26 °C (z. B. im Juli 2006). Trotzdem ist die Neigung zum Algenwuchs (Grünalge) sehr gering, da die Wassertemperatur mit zunehmender Tiefe schnell abfällt. Blaualgen kommen im Rodgau-See nicht vor. Fast alle in Mitteleuropa gängigen Süßwasserfischarten sind im Rodgau-See zu finden. Das Fehlen von offenen Zuflüssen schließt die Gefahr von Einschwemmungen aus landwirtschaftlich gedüngten Flächen aus.
Da der Wasserstand des Sees von solchen Zuflüssen nicht abhängig ist, sinkt auch der Pegel selbst während lang anhaltender Trockenperioden wie im Jahr 2003 nicht merklich. Erst, wenn der Grundwasserspiegel generell absinkt oder steigt, verändert sich auch der Wasserstand des Sees, und dies geschieht in der Regel mit einer Verzögerung von zwei Jahren zum Oberflächenereignis. So war 2003 der Wasserstand des Rodgau-Sees 1,20 m höher als im Vorjahr, da es 2001 überdurchschnittlichen Niederschlag gab.

### Badegäste
Seit Eröffnung des Strandbads am Rodgau-See 1977 kamen bis August 2017 über 7,3 Millionen Badegäste. Je nach Saisonwetter zieht das Strandbad bis zu 370 Tausend Besucher jährlich an. Lag die Besucherzahl in den ersten beiden Saisonjahren noch bei über 71 bzw. 87 Tausend, besuchten 1979 bereits knapp 105 Tausend Badegäste das Strandbad. Werbung in jenem Jahr machte die Band Rodgau Monotones, die in ihrem Song „St. Tropez am Baggersee“ den Badesee Rodgau zum Thema hatte. Der stärkste Besuchertag seit Bestehen des Strandbades war der 3. August 2003 mit 17.057 Badegästen.

## Eiszeit
Im Winter bildet sich bei andauernden Frostperioden und Windstille auch auf dem Rodgau-See eine glatte Eisschicht. Bedeckt diese die gesamte Wasseroberfläche ohne Lücken und ist überall mindestens 15 cm stark, wird eine markierte Eisfläche vor dem Textilstrand zum Schlittschuhlaufen freigegeben. Eine Schlittschuhbahn und ein Eishockeyfeld werden dann mit Hilfe eines kleinen Traktors mit Schneepflug schneefrei gehalten. Der Versorgungskiosk ist nachmittags und am Wochenende während der „Eiszeit“ geöffnet und das Badeseepersonal hat Winterdienst.
Aus verschiedenen Gründen findet keine „Wintersaison“ mehr statt.
Seit Eröffnung des Strandbades 1977 gab es sieben „Eiszeiten“:
- Januar/Februar 1979[20]
- Januar/Februar 1982[21][22]
- Februar 1986[23][24]
- Februar 1987[25]
- Februar 1991[26]
- November 1991[27]
- Februar 1996[28]

## Veranstaltungen
- Backfischfest im August jeden Jahres
- Rodgau-Triathlon Mitte August jeden Jahres
- Strandbad-Festival erstmals Ende August 2012
- Drachenfest -Wettbewerb Ende September jeden Jahres
- Jeden Mittwoch ab 18:00 Uhr After-Work-Musik[29]